# Pedicularis rhodotricha
Pedicularis rhodotricha är en snyltrotsväxtart som beskrevs av Carl Maximowicz. Pedicularis rhodotricha ingår i släktet spiror, och familjen snyltrotsväxter. Inga underarter finns listade i Catalogue of Life.